# Jelte van der Goot
Jelte van der Goot (Bussum, 30 januari 1980) is een Nederlandse radiopresentator. Hij is als sidekick te horen in De 538 Middagshow op Radio 538.

## Loopbaan
Van der Goot werkte met Lindo Duvall en later ook voor het weekendprogramma van Gordon. En hij was producer bij Jeroen van Inkel voor het middagprogramma Rinkeldekinkel op Radio 538, een rol die eerder al was vervuld door respectievelijk Dennis Verheugd en Dennis Ruyer. Toen Van Inkel bij de zender vertrok nam Ruyer de presentatie van het programma over en werd Van der Goot sidekick. Samen presenteerden ze enkele maanden het programma Je vrienden in de middag, dat als noodoplossing voor het vertrek van Van Inkel diende. 
Vanaf juni 2004 kwam Ruud de Wild naar het radiostation om zijn programma ruuddewild.nl daar voort te zetten. Van der Goot vormde samen met Tamara Brinkman (later vervangen door Kimberly van de Berkt) het sidekick-duo van het programma. Na het vertrek van De Wild in 2007 werd hij op hetzelfde tijdslot sidekick bij Lindo Duvall. Toen Ruud de Wild weer terugkwam bij Radio 538, werd Van der Goot opnieuw producer en sidekick van het programma ruuddewild.nl.
Naast zijn werk voor De Wild was hij sidekick in het programma Niels & Froukje van Radio 538, en dezelfde functie vervulde hij voor Friday Night Live met Barry Paf en Froukje de Both, op dezelfde zender. Verder was hij regelmatig te horen als sidekick van WeekendRick bij afwezigheid van Marlous Löffelman. 
Vanaf 2017 is Van der Goot een vaste sidekick bij Evers Staat Op (bij gelegenheden ook verslaggever). In het verleden was Van der Goot ook al te horen als vervanger van Rick Romijn en/of Niels van Baarlen. In 2000 was Van der Goot wel al een kandidaat als vervanger van Cobus Bosscha, alleen die taak werd toen gegeven aan van Baarlen.
Naast Evers Staat Op is Van der Goot sidekick van De Frank en Vrijdag Show en is hij soms vervanger in De Coen en Sander Show bij afwezigheid van Sander Lantinga.
Sinds 2 januari 2019 fungeerde hij als sidekick van Frank Dane in De 538 Ochtendshow. Dat programma stopte in december 2021. In de zomer van 2022 werd bekend dat Dane de nieuwe middagshow zou gaan presenteren op 538 en dat Van der Goot weer zou aanschuiven als sidekick.

## Trivia
- Jelte is de zoon van Leo van der Goot.
- In 2024 bracht hij samen met DJ Nicky Romero onder het pseudoniem 'van der Goat & Sikkie Sombrero' een carnavalsplaat uit met de titel 6 Geiten. Het liedje werd nummer 1 op iTunes en meer dan 150.000 keer gestreamd op spotify.
- in 2021 maakte hij samen met Peter Heerschop de 18-delige podcastserie 'Lets Go Tokyo'. Nederlandse deelnemers aan de olympische spelen blikten vooruit op de spelen van dat jaar.